# Лавалле, Пьер Альфонс Мартен
Пьер Альфо́нс Марте́н Лавалле́ (фр. Pierre Alphonse Martin Lavallée; 1836—1884) — французский ботаник (дендролог) и садовод.

## Биография
Пьер Альфонс Мартен Лавалле родился в 1836 году в Париже. Учился у ботаников Жозефа Декена и Франсуа Эренка.
В 1858 году он решил создать дендрарий, в котором были бы собраны все кустарники и деревья, способные перезимовывать под Парижем. Первые деревья для своего сада он привёз ещё в 1857 году. Затем он посещал ботанические сады Англии, Франции, Германии, Бельгии и Америки в поисках удовлетворяющих его растений. Лавалле засушивал листья, плоды и куски древесины всех привозимых им и присылаемых ему видов растений, а те плоды, которые высушить было невозможно, он сохранял в спирте. Также он зарисовывал редкие или новые для сада растения в специальном альбоме.
Лавалле был одним из первых европейцев, выращивавших среднеазиатские растения — ему присылал деревья оттуда генерал Я. И. Корольков. Среди них были тополь Королькова и экзохорда Королькова. Также Пьер Альфонс Мартен получал семена от Л.-О. Брюне, А. Бунге, А. Декандоля, Э. Грея, К. И. Максимовича, Дж. Гукера, К. Э. Ортгиса, Б. Рёцля, М. Ляйхтлина, Г. Радде, Э. Регеля и других учёных. К 1875 году дендрарий Лавалле был одним из самых крупных коллекций деревьев в мире.
3 (по другим данным — 30) мая 1884 года Лавалле скончался от кровоизлияния в мозг. После его смерти вдова Лавалле передала множество молодых саженцев другу ботаника Морису Вильморену. В 1896 году гербарий Лавалле был передан Парижскому музею естественной истории.

## Некоторые научные работы
- Lavallée, P.A.M. (1877). Enumération des arbres et arbrisseaux. 319 p.
- Lavallée, P.A.M. (1880—1885). Icones selectae arborum et fruticum. 124 p., 36 pl.
- Lavallée, P.A.M. (1884). Les Clématites à grandes fleurs. 84 p., 22 pl.

## Роды, названные в честь П. А. М. Лавалле
- Lavallea Baill., 1862 [syn.  Strombosia Blume, 1827]